# Bitwa nad Monongahelą
Bitwa pod Monongahelą – starcie zbrojne, które miało miejsce 9 lipca 1755 w trakcie wojny o kolonie amerykańskie (stanowiącej północnoamerykański front wojny siedmioletniej). Bitwa stoczona została nad rzeką Monongahela w pobliżu dzisiejszego Pittsburgha (Pensylwania) i zakończyła się klęską Brytyjczyków.

## Przed bitwą
W kwietniu 1754, dwa lata przed wybuchem wojny siedmioletniej w Europie, Francuzi zajęli brytyjski Fort Prince George położony w pobliżu rzeki Monongahela. Po zajęciu fortu Francuzi znacznie go rozbudowali, nadając mu nazwę Fort Duquesne. Pierwsza brytyjska próba odbicia fortu zakończyła się niepowodzeniem. Po tym, jak grupa brytyjskiej i amerykańskiej milicji lokalnej z Wirginii zmuszona została przez Francuzów do kapitulacji, w lecie 1755 do fortu skierowano siły wojskowe pod dowództwem generała Edwarda Braddocka. Ekspedycja od początku napotykała spore trudności. Braddock był, co prawda, doświadczonym i odważnym żołnierzem, nie posiadał jednak odpowiedniego doświadczenia w koloniach, gdzie sposób walki znacznie różnił się od tego prowadzonego w Europie. Braddock ignorował często rady kolonistów i członków milicji lokalnej, co szybko przysporzyło mu problemów z zaopatrzeniem swojego wojska. Decyzja o dalszym marszu zapadła w sferach rządowych Wirginii i miała podłoże ekonomiczne (nowe drogi handlowe w Pensylwanii). Problemem Brytyjczyków były skromne siły wyznaczone do tego zadania – dwa regimenty irlandzkie składające się z niedoświadczonych rekrutów. Dowódcami obu oddziałów byli sir Peter Halkett i Robert Dunbar.
W kwietniu większość oddziałów dotarła na miejsce zbiórki w Winchester. Kontyngent Braddocka liczył 2200 ludzi i składał się z obu regimentów piechoty irlandzkiej, artylerzystów, grupy marynarzy Royal Navy i ok. 250 brytyjskich i amerykańskich członków milicji lokalnej. Jako adiutant towarzyszył Braddockowi George Washington. W trakcie marszu Brytyjczycy budowali, głównie dla transportu dział, 4-metrowej szerokości drogę nazywaną Dziką Drogą (ang. Wilderness Road). Mimo to trudne warunki terenowe spowalniały marsz, którego tempo wynosiło dwie mile dziennie. W czerwcu żołnierzy dodatkowo dotykać zaczęły braki wyposażenia, głód i choroby. Padać zaczęły także konie pociągowe, a brak wody pitnej spowodował infekcje zakaźne u wielu żołnierzy zaspokajających swoje pragnienie w rzece i jeziorach.
18 czerwca Brytyjczycy doszli do miejsca zwanego Great Meadows w pobliżu dzisiejszego Uniontown. Tutaj na wniosek Washingtona pozostawiono pod opieką straży większą część bagażu. Reszta w sile około 1400 ludzi pod dowództwem Roberta Dunbara kontynuowała marsz w kierunku fortu Duquesne. Także i tu marsz przebiegał niewiele sprawniej i dopiero 7 lipca grupa dotarła w pobliże miejsca przeznaczenia.
Fortu broniło kilka regularnych kompanii żołnierzy pod dowództwem kapitana Contrecoeura oraz kanadyjska milicja lokalna, łącznie ok. 200 ludzi. Do tego dochodziło ok. 900 Indian z plemion Ottawów, Delawarów, Huronów i Szaunisów. Contrecoeur dowiedział się o marszu Brytyjczyków na 3 dni przed bitwą, dzięki czemu zdążył przygotować się należycie do obrony. Na jego rozkaz grupa 637 Indian, 72 regularnych żołnierzy, 146 Kanadyjczyków i 36 oficerów pod dowództwem kapitana Daniela Beaujeu wymaszerowała z fortu z zamiarem odcięcia sił Braddocka podczas przeprawy przez Monongahelę.

## Bitwa
9 lipca 1755 brytyjska straż przednia pod dowództwem Thomasa Gage'a przekroczyła rzekę Monongahela w odległości 9 mil od Fortu Duquesne. Gdy tylko żołnierze rozpoczęli marsz na wzgórze naprzeciwko fortu, ujrzeli tam człowieka ubranego po indiańsku, noszącego jednak dystynkcje francuskiego oficera. Prawdopodobnie był to kapitan Beaujeu. Francuz widząc przeciwnika odwrócił się i dał kapeluszem sygnał swoim żołnierzom i Indianom schowanym za pobliskimi drzewami. Indianie utworzyli wcześniej formację w kształcie podkowy, otaczając Brytyjczyków i otwierając do nich morderczy ogień z trzech stron. Żołnierze Gage'a ustawili się natychmiast do walki w szyku liniowym, oddając wiele salw do niewidocznego przeciwnika. Jedna z kul zabiła kapitana Beaujeu, a Kanadyjczycy rozpoczęli ucieczkę. Pozostałym na miejscu oficerom udało się jednak przywrócić porządek i kontynuować ostrzał. W wyniku wysokich strat zadawanych przez Indian kryjących się w lesie, Gage nakazał swoim żołnierzom odwrót. Wycofujący się wąską drogą Brytyjczycy natknęli się na żołnierzy Braddocka, który słysząc odgłosy walki ruszył z pomocą. Braddock miał jednak zaledwie 400 ludzi pod dowództwem Halketta, których wcześniej odesłał do ochrony taboru. W trakcie zmieszania się obu sił, w szeregach angielskich pojawił się chaos. Indianie rozpoczęli gwałtowny ostrzał do skłębionej na drodze masy ludzkiej. Szeregi brytyjskie ogarnęła panika, strzelano nawet do własnych żołnierzy, co pociągnęło nadzwyczaj duże straty.
Wielu Anglików panicznie bało się Indian, o których słyszano wiele okropności. Na drodze poległy setki żołnierzy od ognia własnego i przeciwnika. Doświadczeni w walkach w koloniach członkowie milicji lokalnej rozpoczęli odwrót. Zostali jednak szybko zmuszeni przez Braddocka do sformowania linii. Grupa z Wirginii, która rozpoczęła kontratak, na nieszczęście także dostała się pod ostrzał z własnej strony i wycofała się w nieładzie. W tym czasie oficerowie gorączkowo przywracali ład w szeregach regularnych formacji brytyjskich. Brytyjczycy wzmocnieni działami Braddocka rozpoczęli nawet kontratak. Dowodzący nimi podpułkownik Burton został jednak ranny, co załamało atak. W końcu Braddock widząc, że bitwa jest przegrana, dał rozkaz do odwrotu. Po tym jak zabito pod nim cztery konie generał został w końcu śmiertelnie ranny postrzałem w płuco. Widząc rannego generała Brytyjczycy rzucili się do panicznej ucieczki, pozostawiając na placu boju działa, amunicję i wozy taborowe. Resztki ocalonych Brytyjczyków zbiegło w kierunku Filadelfii.

## Po bitwie
Straty Francuzów wyniosły zaledwie 3 zabitych i 4 rannych oficerów, 4 zabitych żołnierzy z formacji regularnych i 5 Kanadyjczyków. Indian zginęło 27, są to jednak dane dotyczące tylko Indian kanadyjskich. Ogólne straty Brytyjczyków wyniosły 456 zabitych i 421 rannych w tym 63 z ogólnej liczby 87 oficerów. Jednym z ocalałych był George Washington, pod którym zabito dwa konie, a mundur nosił ślady 5 kul. Washington za przyczyny porażki uznał tchórzostwo i panikę żołnierzy i ubolewał nad stratami Wirgińczyków, którzy walczyli zdyscyplinowanie i bohatersko ponosząc wysokie straty. Wśród poległych znaleźli się pułkownik sir Peter Halkett (44 regiment piechoty) i jego syn, 6 kapitanów i 15 poruczników. Zabito i oskalpowano także kilka kobiet i dzieci towarzyszących żołnierzom. W ręce Indian wpadło też 12 Brytyjczyków, których dzień po bitwie zabito poddając torturom nad brzegiem rzeki w pobliżu Fortu Duquesne. Braddock zmarł od rany 13 lipca 1755 i został pochowany w Great Meadows.
Przyczyną klęski Brytyjczyków pod Monongahelą było niewłaściwe przygotowanie ekspedycji składającej się z niedoświadczonych żołnierzy, oraz zastosowanie niewłaściwej w walkach kolonialnych taktyki liniowej. Zwycięstwo zatrzymało na jakiś czas brytyjskie próby zajęcia terytorium Ohio. W kolejnej bitwie pod Lake George 8 września 1755 Brytyjczykom udało się, co prawda, pokonać Francuzów dowodzonych przez niemieckiego generała Ludwika von Dieskau, jednak Fort Duquesne wpadł w ich ręce dopiero w 1758 r. i przemianowany został na Fort Pitt (dzisiejszy Pittsburgh).